# Верхняя Колония
Верхняя Колония — деревня в  Горбунковском сельском поселении Ломоносовского района Ленинградской области.

## История
Деревни Верхняя Колония и Средняя Колония известны с 1810 года как поселения немецких колонистов, приглашённых  Александром I для поднятия сельского хозяйства в пригородной зоне Санкт-Петербурга.
На «Топографической карте окрестностей Санкт-Петербурга» Военно-топографического депо Главного штаба 1817 года упомянуто селение под названием Колонисты и при нём кирпичный завод.
На карте Санкт-Петербургской губернии Ф. Ф. Шуберта 1834 года обозначена Стрелинская колония и смежно с ней Новая Стрелинская колония.

СТРЕЛИНСКАЯ — колония принадлежит Ведомству хозяйственного департамента Министерства внутренних дел, число жителей по ревизии: 131 м. п., 132 ж. п. В оной: 

а) Деревянная церковь лютеранская во имя Святых Петра и Павла.

б) Сельское училище, помещённое в деревянном строении (1838 год)

Стрелинская колония отмечена на карте профессора С. С. Куторги 1852 года.

СТРЕЛИНСКАЯ — колония Ведомства государственного имущества, по просёлочной дороге, число дворов — 28, число душ — 170 м. п. (1856 год)

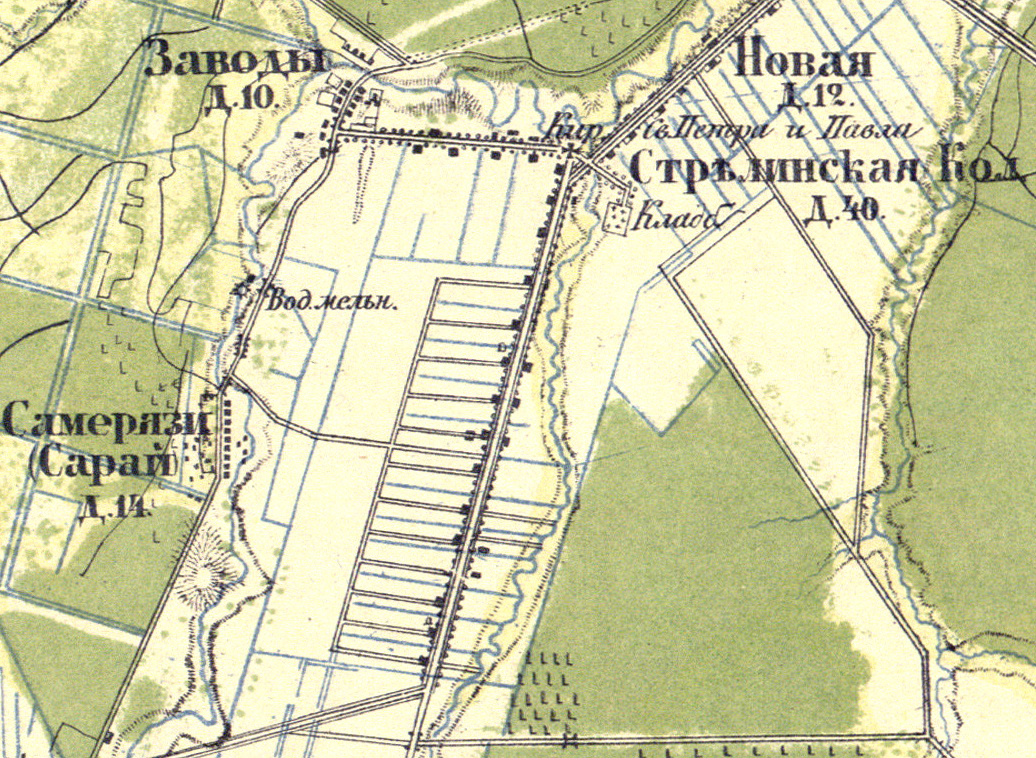
План Стрелинской колонии. 1860 год

Согласно «Топографической карте частей Санкт-Петербургской и Выборгской губерний» в 1860 году Стрелинская колония насчитывала 40 крестьянских дворов, а Новая Стрелинская колония — 12. На стыке Верхней и Средней колоний располагалась кирха Святых Петра и Павла и «гражданское кладбище».

СТРЕЛИНСКАЯ — немецкая колония (делится на две части НЕЙДОРФ и НЕЙГАУЗЕН) при речке Стрелке, число дворов — 28, число жителей: 232 м. п., 206 ж. п.

Церковь лютеранская. Училище. (1862 год)

В 1885 году Новая Стрелинская колония насчитывала 40 дворов.
В конце XIX века колония входила в состав Константиновской волости 1-го стана Петергофского уезда Санкт-Петербургской губернии, в начале XX века — 2-го стана.
К 1913 году количество дворов в Стрелинской колонии увеличилось до 130.
По данным 1933 года в состав Заводского сельсовета Ленинградского Пригородного района входили выселки Стрелинские Верхние и Стрелинские Нижние.

Верхняя колония на карте 1941 года

По данным 1966, 1973 и 1990 годов деревня называлась Верхняя Колония и входила в состав Заводского сельсовета.
В 1997 году в деревне Верхняя Колония Заводской волости проживали 42 человека, в 2002 году — 45 человек (русские — 85 %).
В 2007 году в деревне Верхняя Колония Горбунковского СП проживали 38 человек, в 2010 году — 120, в 2012 году — 47 человек.

## География
Деревня расположена в северо-восточной части района на автодороге 41К-011 (Стрельна — Гатчина), к северу от административного центра поселения деревни Горбунки.
Расстояние до административного центра поселения — 4 км.
Расстояние до ближайшей железнодорожной станции Стрельна — 2 км.
Деревня находится на правом берегу реки Стрелка.

## Демография
| 1838 | 1862 | 1997 | 2002 | 2007 | 2010 | 2012 |
| ---- | ---- | ---- | ---- | ---- | ---- | ---- |
| 263  | ↗438 | ↘42  | ↗45  | ↘38  | ↗120 | ↘47  |
| 2015 | 2017 |      |      |      |      |      |
| ↗67  | ↗84  |      |      |      |      |      |

## Улицы
Молодёжная, Солнечная.